# Maulbronn
Maulbronn je mesto v okrožju Enzkreis, Baden-Württemberg v Nemčiji.

## Geografija
Mesto Maulbronn sestavljajo trije deli: Maulbronn, Schmie in Zaisersweiher. Soseske so prostorsko enake nekdanjim občinam z istim imenom, ki so se združile. 
Deli mesta Maulbronn so tudi zaselki Elfinger Hof, Bahnhof Maulbronn West, Elfinger Berghaus, Scheulberghof, Seidehof in Stadtbahnhof Maulbronn.  V okrožje Maulbronn spada tudi zapuščena vas Hadandesheim. 

## Zgodovina
V rimskih časih je bila v bližini limesa naselbina na območju Maulbronna. Dokazi so rimski kipi bogov. Leta 1147 je postal za to območje pristojen  škof Speyerja Günther von Henneberg. Vas je razglasil za neprimerno in podaril samostanu škofovski fevd Mulenbrunnen v odmaknjeni gozdnati dolini. Samostan se je hitro razvil v gospodarsko, socialno in politično središče v regiji. Med reformacijo je samostan delil usodo mnogih drugih württemberških samostanov, ki so bili sekularizirani. Mesto Maulbronn obstaja od leta 1838 in izvira iz naselja, ki se je oblikovalo okoli samostana. Pripadalo je okrožju Neckarkreis v Kraljevini Württemberg. Leta 1886 je Maulbronn postal mesto in bil do leta 1938 uradno okrožje. Že od leta 1600 podobo Maulbronna krasijo njegove dostojanstvene stavbe. Prihod številnih izgnancev po drugi svetovni vojni je število prebivalcev bistveno povečal.
Dve gospodarski veji sta bili razviti v mestu, pridelava vina in industrija naravnega kamna, in to že pred prvo svetovno vojno. Maulbronski schilfsandstein so kopali že cistercijanski menihi. Leta 1871 se je v Maulbronnu zaradi tega kamna začelo novo obdobje gradnje in sprožen je bil  gospodarski razcvet. Kamen za gradnjo so izvažali daleč iz regije in imeli  več uspešnih kamnolomov. Danes ima le manjšo vlogo. Mnogi obiskovalci prihajajo v samostan, ki je pod zaščito Unesca.
1. januarja 1970 je bila do takrat samostojna občina Schmie priključena Maulbronnu. Sedanje mesto je nastalo 1. januarja 1975 z združitvijo Maulbronna in občine Zaiserweiher.
- Cerkev
- Mestna hiša
- Mestni trg
- Značilna stara hiša

### Schmie
Vas Schmie je bila verjetno ustanovljena v karolinški dobi. Prvi pisni zapis izvira iz leta 788. Tako se imenuje tudi reka. Ime  izvira iz keltščine. Schmie je bilo stoletja württemberško obmejno mesto na Pfalškem.

### Zaisersweiher
Zaisersweiher je tudi iz karolinške dobe, vendar je nastal šele mnogo pozneje. Omenja se v listini samostana Sinsheim z datumom 6. januar 1100. V 14. stoletju je samostan Maulbronn prevzel nadzor nad mestom. V bavarsko-pfalški nasledstveni vojni je leta 1504 osvojil vojvoda Ulrik Württemberški celotno samostansko območje, tako da je Zaisersweiher od tedaj württemberški. Med tridesetletno vojno je bil Zaisersweiher zelo uničen.

## Gospodarstvo
V Maulbronnu, ki leži ob württemberški vinski cesti, je pomembno vinogradništvo na legah Reichshalde, Eilfingerberg in Klosterstück, ki pripadajo večjemu območju Stromberg na območju württemberške ravnine.

## Znamenitosti
Nekdanji cistercijanski samostan Maulbronn je od leta 1993 na seznamu Unescove svetovne kulturne dediščine. Več kot 450 let je sedež samostanske šole, evangeličanskega seminarja Maulbronn. Hermann Hesse mu je v svojih knjigah Narcis in Zlatoust in Pod kolesom postavil literarni spomenik.
Omembe so vredni tudi delno ohranjeno umetno jezero in vinogradi. Vinograd Maulbronner Eilfingerberg je star 850 let, je še iz časov cistercijanskih menihov. Znan pisatelj Ernst Hornickel piše v svoji knjigi Die Spitzenweine Europas o Eilfingerbergu: "Te starodavne vinograde ob idiličnem samostanu Maulbronn razvršča večina strokovnjakov med najdragocenejša območja celotne države."
V gozdu poteka obrambna linija Eppinger, v poznem 17. stoletju urejena obrambna linija proti francoskim vojakom. 
Leta 2011 je bila ustanovljena Pot skulptur Maulbronn ob poplavni reki Salzach. Znani umetniki so postavili osem kipov.

## Nekdanji študenti evangeličanskega semenišča
Johannes Kepler (1571–1630)
Friedrich Hölderlin (1770–1843)
Hermann Hesse (1877–1962)